# Terbunskij rajon
Il Terbunskij rajon (in russo Тербунский район?) è un rajon dell'Oblast' di Lipeck, nella Russia europea; il capoluogo è Terbuny. Istituito il 30 luglio 1928, ricopre una superficie di 1.170 chilometri quadrati.